# Be Somebody - Simples como o Amor
Be Somebody é um filme estadunidense de Drama/Comédia/Música de 2016. Foi escrito por Lamar Damon e produzido por Gary Binkow, Matthew Espinosa e Joshua Caldwell e estrelando Matthew Espinosa e Sarah Jeffery 

## Sinopse
A estrela do pop Jordan Jaye tem um grande sonho: ter uma vida normal, como qualquer outro adolescente. Quando ele é perseguido por algumas fãs fanáticas, ele encontra um esconderijo perfeito, com a ajuda de uma menina chamada Emily. Apesar de serem de mundos diferentes, os dois rapidamente descobrem que tem muito mais em comum do que imaginavam. Inspirado na história de amor de Justin Bieber and Selena Gomez

## Elenco
| Ator             | Personagem   |
| ---------------- | ------------ |
| Matthew Espinosa | Jordan Jaye  |
| Sarah Jeffery    | Emily Lowe   |
| Caitlin Keats    | Karen Lowe   |
| Allison Paige    | Jessica      |
| LaMonica Garrett | Richard Lowe |
| Mason McCulley   | Toby         |